# Action Comics
Action Comics är en klassisk amerikansk serietidning. I det första numret, daterat juni 1938, debuterade Stålmannen. Tidningen publiceras än i dag av DC Comics. 
I november 2011 såldes på auktion ett exemplar av det första numret för 2,16 miljoner US-dollar (motsvarande 15 miljoner svenska kronor). Denna rekordnivå slogs augusti 2014, när ett pristine mint-klassat exemplar av det första numret såldes för 3,2 miljoner US-dollar.
Tidningen kostade tio cent när den kom ut 1938.

## Källhänvisningar
1. ↑  Action Comics på Grand Comics Database Läst 1 februari 2015. (engelska)
2. ↑  Truitt, Brian (2014-08-24): "Copy of 'Action Comics' No. 1 sells for $3.21 million". Usatoday.com. Läst 1 februari 2015. (engelska)